# Ireneu de Lió
Ireneu de Lió (grec antic: Εἰρηναῖος Λουγδούνου)  (Esmirna, c. 130 (Gregorià) - Lió, c. 202 (Gregorià)) va ser un bisbe grec conegut pel seu paper en l'orientació i l'expansió de les comunitats cristianes en el que ara el sud de França i, més àmpliament, per al desenvolupament de la teologia cristiana combatent l'heretgia i definint l'ortodòxia. Originari d'Esmirna, havia vist i escoltat la predicació de Policarp d'Esmirna, la darrera connexió viva coneguda amb els apòstols, que al seu torn es deia que havia escoltat Joan Evangelista.
Escollit com a bisbe de Lugdúnum, actual Lió, la seva obra més coneguda és Adversus haereses, una refutació del gnosticisme, en particular la de Valentí. Per contrarestar les doctrines de les sectes gnòstiques que reclamaven saviesa secreta, va oferir tres pilars de l'ortodòxia: les escriptures, la tradició transmesa pels apòstols i l'ensenyament dels successors dels apòstols. Intrínsec a la seva escriptura és que la font més segura d'orientació cristiana és l'església de Roma, i és el primer testimoni que ha sobreviscut a considerar els quatre evangelis ara canònics com a essencials.
És reconegut com a sant a l'Església catòlica, que celebra la seva festa el 28 de juny, i a les esglésies ortodoxes orientals, que celebra la festa el 23 d'agost. Ireneu és recordat a l'Església d'Anglaterra amb una Festa Menor el 28 de juny.

## Biografia

### Orígens i educació
La informació sobre la seva vida és escassa, i en certa manera les dades de les quals disposem són inexactes. Una de les poques és que va néixer a l'Àsia Proconsular, o bé en una de les províncies amb les quals fa frontera, durant la primera meitat del segle ii, però no hi ha un consens sobre la data exacta: de fet les dates amb què s'ha especulat són molt variades, tant és així que la més primerenca és el 97 i la més tardana el 147. En tot cas, degué ser abans de la mort de Policarp d'Esmirna, mort vers el 155, ja que durant la seva joventut Ireneu va poder gaudir dels seus discursos. Per aquesta raó i altres consideracions, es podria fixar la seva data de naixement vers el 126 o el 136 com a data tardana més admissible.
La seva educació només es deixa entreveure en els seus escrits posteriors. Demostra cert coneixement del llegat clàssic, concretament de poetes i filòsofs grecs: a les seves obres cita Homer, Hesíode, Píndar i Plató. De l'àmbit cristià, ell mateix explica, a més de les ensenyances del bisbe Policarp, va tenir altres mestres, preveres de l'Àsia Menor, els quals esmenta com deixebles mediats o immediats dels apòstols. Es desconeix si realment va conèixer en persona Pàpies de Hieràpolis, al qual acostuma a esmentar sovint als seus escrits; si l'any 156 era present a Roma, difícilment va poder continuar amb els seus estudis a la seva terra d'origen.

### Trasllat a la Gàl·lia
Al cap d'un temps es va traslladar a la Gàl·lia, es desconeix exactament quan, però hi havia aleshores estretes relacions entre les esglésies missioneres gal·les i les esglésies mare asiàtiques. Ireneu es va instal·lar a Lugdúnum (Lió) i va servir inicialment com a prevere. Durant la persecució de Marc Aureli, el clergat de la ciutat va patir una forta persecució i molts van ser empresonats per les seves creences cristianes. S'ha conjecturat que Ireneu va escriure una carta dels confessors gals a les esglésies d'Àsia Menor i de Frígia que descriu vivament la persecució; es troba estretament relacionada amb un fragment conservat que parla sobre els esforços dels persecutors per fer confessar als màrtirs Sanctus i Blandina. En qualsevol cas, membres no empresonats del clergat van enviar en missió a Ireneu a Roma durant la persecució, l'any 177 o 178, amb una carta a les seves mans adreçada al bisbe romà Eleuteri per intercedir en nom dels montanistes de l'Àsia Menor. Segons Wace i Piercy, alguns autors catòlics romans van afirmar que Ireneu anava també amb l'objectiu de ser consagrat bisbe de Lió; segons Eusebi de Cesarea era, de fet bisbe de totes les esglésies de la Gàl·lia, perquè només hi havia la diòcesi de Lió, però aquesta qüestió no és segura. No obstant això, demostrats els seus mèrits durant la seva missió a Roma, Ireneu a la seva tornada a Lió va succeir Potí, mort com a màrtir durant la persecució l'any 177, al capdavant de la diòcesi.
Durant el període de pau religiosa que va acompanyar el seu mandat com a bisbe, les dades biogràfiques sobre Ireneu són breus i escasses. Sembla que va dividir les seves activitats entre els seus deures pastorals i missionals com a bisbe, es va distingir especialment pels seus esforços per convertir els infidels pagans i pels seus conflictes i batalles en contra dels heretges amb el propòsit de mantenir la pau en el si de l'Església, que va fer que fos considerat un home de pau. D'altra banda, la seva vida la va dedicar a la seva activitat literària: els seus escrits tractaven majoritàriament d'anar en contra de l'heretgia gnòstica, especialment en contra dels seguidors del gnòstic Valentí, que aleshores s'estava estenent tant a la Gàl·lia com d'altres regions de l'imperi romà.
De fet, la seva principal obra, Adversus haereses, probablement la va escriure durant el seu mandat com a bisbe i ens informa en el seu prefaci que era la primera vegada que escrivia en qualitat d'autor eclesiàstic.
Encara era bisbe en temps de Víctor I, successor d'Eleuteri a Roma. Ireneu es va postular com a defensor de les esglésies orientals de l'Àsia Menor, regió de la qual era originari, davant de les pretensions romanes. El 190 o 191 va prendre partida en la controvèrsia per la data de la celebració de la Pasqua. Les esglésies asiàtiques la celebraven seguint el costum quartodecimanista, és a dir que era celebrada el 14 de Nissan seguint el calendari hebreu. El bisbe romà volia que ho adaptessin a la pràctica romana, però el bisbe Polícrates d'Efes va comunicar mitjançant una carta la seva negativa i, en conseqüència, Víctor els va excomunicar, una mesura que va ser molt mal vista per altres bisbes. Entre ells hi havia el mateix Ireneu, que es va adreçar per carta al bisbe romà intercedint per les esglésies cristianes de l'Àsia Menor, en la qual demanava l'aixecament de l'excomunió que havia imposat Víctor sobre els cristians asiàtics i va retreure-li l'arrogància que havia demostrat anatematitzant les comunitats asiàtiques. Eusebi de Cesarea esmenta un altre escrit d'Ireneu, sembla que sobre la mateixa temàtica, que va ser adreçada a Blast, líder dels quartodecimans romans.

### Mort
Es desconeix la data de la seva mort, que es degué produir cap al final del segle ii o l'inici del III. Malgrat alguns testimonis aïllats i tardans, no és probable que la seva carrera acabés amb el martiri, tot i que és considerat un màrtir per l'Església catòlica i per alguns dins de l'Església Ortodoxa. Va ser enterrat sota l'església de Sant Joan de Lió, que més tard es va canviar el nom de Sant Ireneu en honor seu. La tomba i les seves restes van ser totalment destruïdes el 1562 pels hugonots. Tanmateix, és venerat com a sant, la seva festivitat se celebra el 28 de juny en les esglésies occidentals, i el 23 d'agost en les orientals.

## Obra
Ireneu va escriure diversos llibres, però el més important que sobreviu és Contra les heretgies (o, en el seu títol llatí, Adversus haereses). Al llibre I, Ireneu parla dels gnòstics valentinians i dels seus predecessors, que segons ell es remunten Simó el mag. Al llibre II, intenta aportar proves que el valentinianisme no conté cap mèrit quant a les seves doctrines. Al llibre III, Ireneu pretén demostrar que aquestes doctrines són falses, proporcionant proves contràries obtingudes dels evangelis. El llibre IV consta de les dites de Jesús, i aquí Ireneu també subratlla la unitat de l'Antic Testament i de l'Evangeli. En el volum final, Llibre V, Ireneu se centra en més dites de Jesús més les cartes de l'apòstol Pau.
Ireneu va escriure: "No s'ha de buscar entre d'altres la veritat que es pugui obtenir fàcilment de l'Església. Perquè en ella, com en un ric tresor, els apòstols han posat tot allò que té a veure amb la veritat, perquè tothom pugui beure aquesta beguda de la vida. Ella és la porta de la vida". (Ireneu de Lió, Contra les heretgies, III.4) Però també va dir: "Crist no va venir només per a aquells que van creure des de l'època de Tiberi Cèsar, ni el Pare va proporcionar només als que ho són ara, sinó per a absolutament tots els homes des del principi, que, segons la seva capacitat, temien i estimaven Déu i vivien amb justícia ... i desitjaven veure Crist i escoltar la seva veu. Ireneu va reconèixer que tots els que temien i estimaven Déu, practicaven la justícia i la pietat envers els seus veïns i desitjaven veure Crist, en la mesura que poguessin fer-ho, seran salvats. Atès que molts no eren capaços de tenir un desig explícit de veure Crist, sinó només implícit, és evident que per a Ireneu n'hi ha prou.

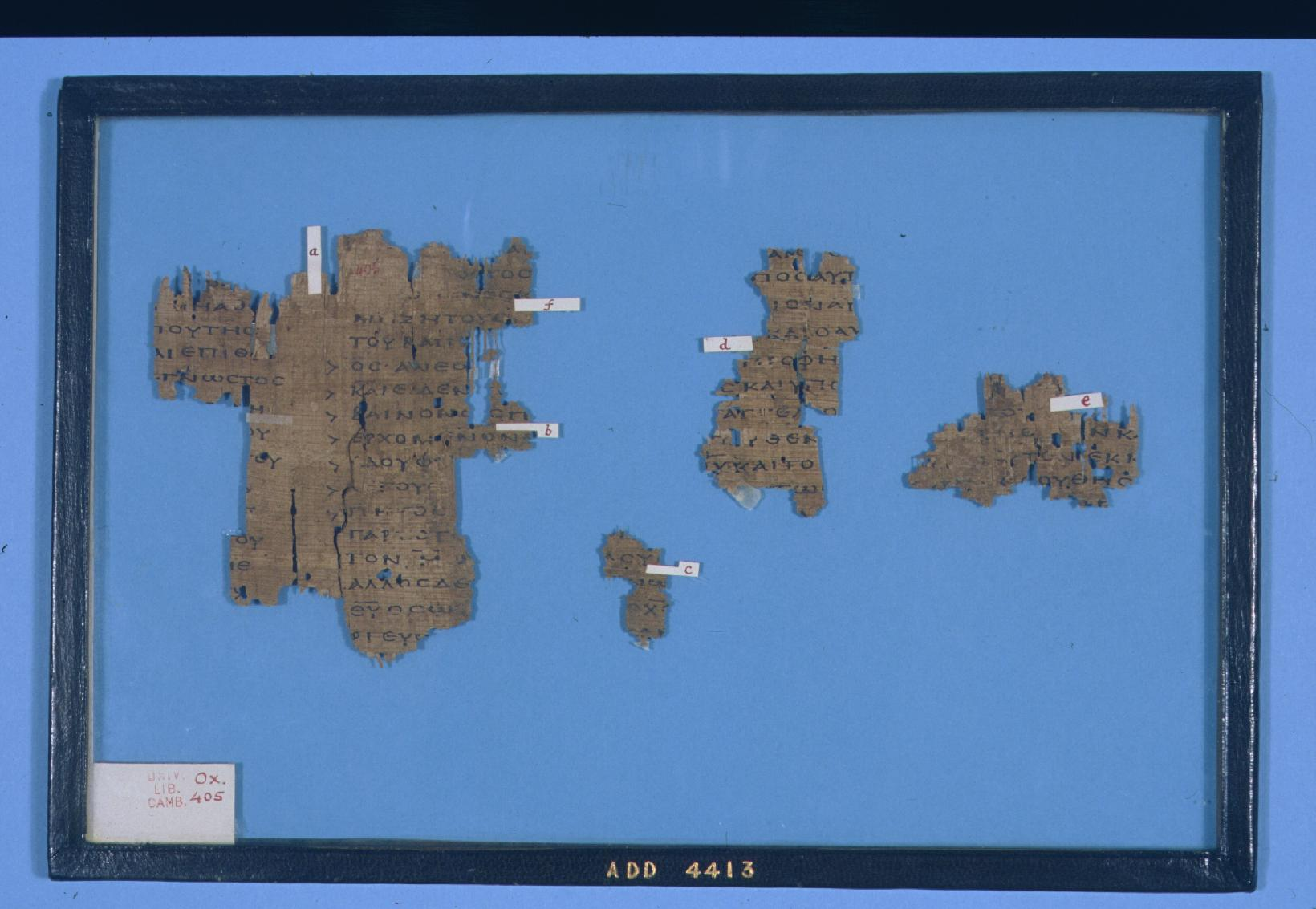
Manuscrit de la biblioteca de la Universitat de Cambridge 4113 / Papyrus Oxyrhynchus 405. Ireneu. Ca. 200 dC.

El propòsit de "Contra les heretgies" era refutar els ensenyaments de diversos grups gnòstics; pel que sembla, diversos comerciants grecs havien començat una campanya oratòria al bisbat d'Ireneu, ensenyant que el món material era la creació accidental d'un déu maligne, del qual hem d'escapar per la recerca de la gnosi. Ireneu va argumentar que la veritable gnosi és de fet el coneixement de Crist, que redimeix en lloc d'escapar de l'existència corporal.
Fins al descobriment de la Biblioteca de Nag Hammadi el 1945, Contra les heretgies va ser la descripció millor conservada del gnosticisme. Alguns erudits religiosos han argumentat que les troballes de Nag Hammadi han demostrat que la descripció d'Ireneu del gnosticisme era imprecisa i de naturalesa polèmica. No obstant això, el consens general entre els estudiosos moderns és que Ireneu va ser bastant precís en la seva transmissió de creences gnòstiques i que els textos de Nag Hammadi no han plantejat cap desafiament substancial per a la precisió general de la informació d'Ireneu. La historiadora religiosa Elaine Pagels critica Ireneu per descriure els grups gnòstics com a llibertins sexuals, per exemple, quan alguns dels seus propis escrits defensaven la castedat amb més força que els textos ortodoxos. No obstant això, els textos de Nag Hammadi no presenten una imatge única i coherent de cap sistema de creences gnòstic unificat, sinó creences divergents de múltiples sectes gnòstiques. Algunes d'aquestes sectes eren de fet llibertines perquè consideraven que l'existència corporal no tenia sentit; altres van lloar la castedat i van prohibir fermament qualsevol activitat sexual, fins i tot dins del matrimoni.
Ireneu també va escriure La demostració de la predicació apostòlica (també coneguda com a prova de la predicació apostòlica), una còpia armènia de la qual es va descobrir el 1904. Aquesta obra sembla haver estat una instrucció per als recents conversos cristians.
Eusebi dona fe d'altres obres d'Ireneu, avui perdudes, com ara Sobre l'Ogdoad, una carta sense títol a Blast sobre el cisma, Sobre el tema del coneixement, Sobre la monarquia o Com Déu no és la causa del mal, Sobre la Pasqua.
Ireneu va exercir una gran influència en la generació següent. Tant Hipòlit com Tertul·lià es van inspirar lliurement en els seus escrits. Tanmateix, cap de les seves obres, a part de Contra les heretgies i La demostració de la predicació apostòlica, no sobreviu avui, potser perquè la seva esperança literal d'un mil·lenni terrenal potser l'hagi convertit en una lectura desconeguda a l'orient grec. Tot i que no existeix una versió completa de Contra les heretgies en el seu grec original, posseïm la versió llatina antiga completa, probablement del segle iii, així com trenta-tres fragments d'una versió siriana i una versió armènia completa dels llibres 4 i 5.
El 22 de gener de 2022 fou proclamat Doctor de l'Església pel papa Francesc, amb el títol de Doctor unitatis (doctor de la unitat). El decret diu com a justificació: "Fou un pont espiritual i teològic entre els cristians de l'est i l'oest; el seu nom, Ireneu, expressa la pau que ve del Senyor i que reconcilia, en restaurar la unitat"

### Escrits
Va escriure:
- Adversus haereses, sive, De refutatione et eversione falsae scientiae libri V, contra els gnòstics. Traduït és Contra les heretgies i el títol complet del qual és Desemmascarar i refutar la falsament anomenada Ciència (Gnosi en grec).
- Un discurs contra els gentils titulat περὶ ἐπιστήμης
- Διαλἐξεων διαφόρων

Hi ha altres obres seves, però que només han arribat a nosaltres en fragments. Algunes d'elles, fins i tot, només són conegudes perquè són esmentades en obres posteriors. La llista és la següent:
- Sobre el coneixement, tractat contra els grecs esmentat per Eusebi.
- Sobre la monarquia, o com Déu no és la causa del mal, escrit adreçat al sacerdot romà Florí, se'n conserva un fragment en una obra d'Eusebi.
- Sobre Ogdoad, probablement referit al de Valentí, escrit també per a Florí, que havia passat per la secta valentiniana, conservat també un fragment en Eusebi.
- Un tractat sobre el cisma, adreçat a Blast, esmentat per Eusebi.
- Una carta al papa Víctor en contra de Florí, es conserva un fragment siríac.
- Una altra carta a Víctor sobre les controvèrsies pasquals, hi ha fragments en Eusebi.
- Un llibre amb diversos discursos, probablement una col·lecció d'homilies, esmentada per Eusebi.

Hi ha altres treballs menors que no són totalment verificables.

## Sagrada Escriptura
Ireneu va assenyalar públicament la regla de la fe, articulada amb autoritat per la predicació dels bisbes i inculcada en la pràctica eclesiàstica, especialment el culte, com una autèntica tradició apostòlica mitjançant la qual llegir les Escriptures realment contra les heretgies. Va classificar com a Escriptura no només l'Antic Testament, sinó la majoria dels llibres que ara es coneixen com a Nou Testament, mentre excloïa moltes obres, un gran nombre de gnòstics, que van florir al segle ii i van reclamar autoritat bíblica. Sovint, Ireneu, com a estudiant de Policarp, que era deixeble directe de l'apòstol Joan, creia que interpretava les escriptures en la mateixa hermenèutica que els apòstols. Aquesta connexió amb Jesús va ser important per a Ireneu perquè tant ell com els gnòstics van basar els seus arguments en les Escriptures. Ireneu va argumentar que, ja que podia remuntar la seva autoritat a Jesús i els gnòstics no, la seva interpretació de les Escriptures era correcta. També va utilitzar "la regla de la fe", un "proto-credo" amb similituds amb el credo dels apòstols, com a clau hermenèutica per argumentar que la seva interpretació de les Escriptures era correcta.
Abans d'Ireneu, els cristians diferien de l'evangeli que preferien. Els cristians d'Àsia Menor preferien l'Evangeli de Joan. L'Evangeli de Mateu va ser el més popular en general Ireneu va afirmar que quatre evangelis, Mateu, Marc, Lluc i Joan, eren escriptures canòniques. Així, Ireneu proporciona el primer testimoni de l'afirmació dels quatre evangelis canònics, possiblement en reacció a la versió editada per Marció de l'Evangeli de Lluc, que Marció afirmava que era l'únic i únic evangeli veritable.
Basant-se en els arguments que Ireneu va fer a favor de només quatre evangelis autèntics, alguns intèrprets dedueixen que el quàdruple Evangeli devia ser encara una novetat en temps d'Ireneu. A Contra les heretgies 3.11.7 reconeix que molts cristians heterodoxos només fan servir un evangeli mentre que el 3.11.9 reconeix que alguns en fan servir més de quatre. L'èxit del Diatesaró de Tatià en aproximadament el mateix període és' ... una poderosa indicació que l'Evangeli quàdruple contemporàniament patrocinat per Ireneu no va ser en termes generals, i molt menys universalment, ha reconegut." (L'apòleg i ascètic Tatian havia harmonitzat prèviament els quatre evangelis en una sola narració, elDiatesseron cap a 150-160)
Ireneu és també el primer testimoni que l'Evangeli de Joan va ser escrit per Joan l'apòstol, i que l'Evangeli de Lluc va ser escrit per Lluc, el company de Pau.
Els estudiosos sostenen que Ireneu cita 21 dels 27 llibres del Nou Testament, com ara:
- Mt 3:16
- Mc 3:10
- Lc 3:14
- Jn 3:11
- Ac 3:14
- Rm 3:16
- 1Co 1:3
- 2Co 3:7
- Gl 3:22
- Ef 5:2
- Fl 4:18
- Col 1:3
- 1Te 5:6
- 2Te 5:25
- 1Tim 1
- 2 Tim 3:14
- Tit 3:3
- 1Pe 4:9
- 1Jo 3:16
- 2Jo 1:16
- Ap 4:20

Pot referir-se a Hebreus 2:30 i Jaume 4:16 i potser fins i tot a 2 Pere 5:28, però no cita Filemó, 3 Joan o Judes.
Ireneu va citar el Nou Testament aproximadament 1.000 vegades. Aproximadament un terç de les seves cites es fan a les cartes de Pau. Ireneu va considerar que les 13 cartes que pertanyien al corpus paulí havien estat escrites pel mateix Pau.

## Autoritat apostòlica

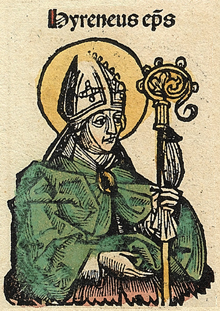
Ireneu a la Crònica de Nuremberg

En el seu escrit contra els gnòstics, que afirmava posseir una tradició oral secreta del mateix Jesús, Ireneu va afirmar que els bisbes de diferents ciutats es coneixen des dels apòstols i que la tradició oral que enumera als apòstols és una guia segura per la interpretació de les Escriptures. En un passatge que es va convertir en un locus classicus de polèmiques catòlico-protestants, va citar l'església romana com a exemple de la cadena d'autoritat ininterrompuda, text que les polèmiques catòliques utilitzarien per afirmar la primacia de Roma sobre les esglésies orientals en virtut de la seva autoritat preeminent. La successió de bisbes i preveres va ser important per establir una cadena de custòdia de l'ortodòxia.
El punt d'Ireneu quan va refutar els gnòstics va ser que totes les esglésies apostòliques havien conservat les mateixes tradicions i ensenyaments en molts corrents independents. Va ser l'acord unànime entre aquestes moltes corrents de transmissió independents el que va demostrar que la fe ortodoxa, actual en aquelles esglésies, era certa.

## Teologia i contrast d'Ireneu amb el gnosticisme
El punt central de la teologia d'Ireneu és la unitat i la bondat de Déu, en oposició a la teoria de Déu dels gnòstics; una sèrie d'emanacions divines (eons) juntament amb una distinció entre la Mònada i el Demiürg. Ireneu utilitza la teologia del Logos que va heretar de Justí Màrtir. Ireneu era un estudiant de Policarp, que es deia que havia estat tutoritzat per Joan l'apòstol. (Joan havia utilitzat la terminologia del Logos a l'Evangeli de Joan i a la 1a carta de Joan). Ireneu prefereix parlar del Fill i de l'Esperit com les "mans de Déu".

### La unitat de la salvació històrica
L'èmfasi d'Ireneu en la unitat de Déu es reflecteix en el seu corresponent èmfasi en la unitat de la història de la salvació. Ireneu insisteix reiteradament que Déu va començar el món i que el supervisa des d'aquest acte creatiu; tot el que ha passat forma part del seu pla per a la humanitat. L'essència d'aquest pla és un procés de maduració: Ireneu creu que la humanitat es va crear immadura i Déu pretenia que les seves criatures triguessin molt a créixer o assumir la semblança divina.
Per tant, tot el que ha passat ha estat planejat per Déu per ajudar la humanitat a superar aquest contratemps inicial i aconseguir la maduresa espiritual. Déu ha dissenyat intencionadament el món com un lloc difícil, on els éssers humans es veuen obligats a prendre decisions morals, ja que només d'aquesta manera poden madurar com a agents morals. Ireneu compara la mort amb el gran peix que va empassar Jonàs: només a les profunditats del ventre de la balena Jonàs podia recórrer a Déu i actuar segons la voluntat divina. De la mateixa manera, la mort i el patiment apareixen com a mals, però sense ells mai no podríem conèixer Déu.
Segons Ireneu, el punt culminant de la història de la salvació és l'adveniment de Jesús. Per a Ireneu, Déu pretenia l'encarnació de Crist abans de determinar que es creava la humanitat. Ireneu desenvolupa aquesta idea basant-se en Rm 5:14, dient: "Perquè tenia una preexistència com a ésser salvador, era necessari que allò que es pogués salvar també fos cridat a l'existència, perquè l'ésser que salva no existís en va". Alguns teòlegs sostenen que Ireneu creia que l'encarnació s'hauria produït fins i tot si la humanitat no hagués pecat mai; però el fet que cometessin pecat va determinar el seu paper de salvador.
Ireneu veu a Crist com el nou Adam, que desfa sistemàticament el que va fer Adam: així, quan Adam era desobedient pel que fa a l'edicte de Déu sobre el fruit de l'arbre del coneixement del bé i del mal, Crist era obedient fins a la mort a la fusta d'un arbre. Ireneu és el primer a fer comparacions entre Eva i Maria, contrastant la infidelitat de la primera amb la fidelitat de la segona. A més de revertir els errors fets per Adam, Ireneu pensa que Crist és "recapitulant" o "resumint" la vida humana.
Ireneu concep que la nostra salvació es produeix essencialment a través de l'encarnació de Déu com a home. Caracteritza la pena pel pecat com la mort i la corrupció. Déu, però, és immortal i incorruptible i, simplement, unint-se a la natura humana en Crist, ens transmet aquestes qualitats: es difonen, per dir-ho així, com una infecció benigna. Ireneu subratlla que la salvació es produeix a través de l'Encarnació de Crist, que atorga la incorruptibilitat a la humanitat, en lloc d'emfatitzar la seva mort redemptora en la crucifixió, tot i que aquest últim esdeveniment és una part integral de l'anterior.

#### La vida de Crist
Part del procés de recapitulació consisteix en el fet que Crist travessa totes les etapes de la vida humana, des de la infància fins a la vellesa, i simplement vivint-la, la santifica amb la seva divinitat. Tot i que de vegades s'afirma que Ireneu creia que Crist no va morir fins que va ser més gran del que es descriu convencionalment, el bisbe de Lió simplement va assenyalar que, perquè Jesús va complir l'edat permesa per convertir-se en rabí (30 anys o més), va recapitular i va santificar el període comprès entre els 30 i els 50 anys, segons el costum jueu de perioditzar la vida i, per tant, toca el començament de la vellesa quan es compleix 50 anys.
Al passatge de Contra les heretgies considerat, Ireneu té clar que després de rebre el bateig als trenta anys, citant Lc 3:23, els gnòstics afirmen falsament que "Ell [Jesús] només va predicar un any comptant des del seu bateig", i també: "En completar el seu trentè any que va patir [Jesús], de fet encara era un home jove i que no havia assolit, de cap manera, una edat avançada". Ireneu argumenta contra els gnòstics mitjançant l'ús de les escriptures per afegir diversos anys després del seu bateig fent referència a tres visites a Jerusalem clarament separades. El primer és quan Jesús fa vi amb aigua, puja a la festa de Pasqua, després de la qual es retira i es troba a Samaria. El segon és quan Jesús puja a Jerusalem per la Pasqua i cura el paralític, després d'això es retira sobre el mar de Tiberíades. El tercer esment és quan viatja a Jerusalem.
Ireneu cita les Escriptures, a les quals ens referim com Jo 8:57, per suggerir que Jesús ministra quan tenia quaranta anys. En aquest passatge, els opositors de Jesús volen argumentar que Jesús no ha vist Abraham, perquè Jesús és massa jove. Els opositors de Jesús argumenten que Jesús encara no té 50 anys. Ireneu argumenta que si Jesús tingués una trentena d'anys, els seus oponents haurien argumentat que encara no ha passat 40 anys, ja que això el faria encara més jove. L'argument d'Ireneu és que no afeblirien el seu propi argument afegint anys a l'edat de Jesús. Ireneu també escriu que "els ancians en són testimonis, que a Àsia van conferir amb el deixeble de Joan el Senyor, al fet que Joan els havia lliurat aquestes coses, perquè va romandre amb ells fins als temps de Trajà. I alguns d'ells no van veure només Joan, però d'altres també dels apòstols, i té aquesta mateixa narració d'ells, i és testimoni de la relació."
A Demostració (74), Ireneu assenyala "Perquè Ponç Pilat era governador de Judea, i en aquell moment tenia una enemistat ressentida contra Herodes, el rei dels jueus. Però després, quan se li va portar Crist lligat, Pilat el va enviar a Herodes, donant-li mana que li demani informació, perquè pugui saber amb certesa el que hauria de desitjar sobre ell; fent de Crist una ocasió convenient de reconciliació amb el rei." Pilat va ser el prefecte de la província romana de Judea del 26 al 36 dC. Va servir sota l'emperador Tiberi Claudi Neró. Herodes Antipas era tetrarca de Galilea i Perea, un estat client de l'imperi romà. Va governar des del 4 aC fins al 39 dC. En refutar les afirmacions gnòstiques que Jesús va predicar només un any després del seu bateig, Ireneu va utilitzar l'enfocament de la "recapitulació" per demostrar que vivint més enllà dels trenta anys, Crist va santificar fins i tot la vellesa.

### Ús de les epístoles de Pau
Molts aspectes de la presentació de la història de la salvació per Ireneu depenen de les epístoles de Pau.
La concepció de la salvació d'Ireneu es basa en gran manera en la comprensió que es troba a les cartes de Pau. Ireneu planteja primer el tema de la victòria sobre el pecat i el mal que proporciona la mort de Jesús. La intervenció de Déu ha salvat la humanitat de la caiguda d'Adam i de la maldat de Satanàs. La naturalesa humana s'ha unit a Déu en la persona de Jesús, permetent així la naturalesa humana guanyar el pecat. Pau escriu sobre el mateix tema, que Crist ha vingut perquè es formi un nou ordre, i estar sota la Llei, estar sota el pecat d'Adam.
La reconciliació també és un tema de Pau que Ireneu subratlla en els seus ensenyaments sobre la salvació. Ireneu creu que Jesús que venia en carn i ossos va santificar la humanitat perquè pogués tornar a reflectir la perfecció associada a la semblança del diví. Aquesta perfecció condueix a una nova vida, en el llinatge de Déu, que sempre busca la vida eterna i la unitat amb el Pare. Es tracta d'un trasllat de Pau, que atribueix aquesta reconciliació a les accions de Crist: "Perquè des que la mort va arribar a través d'un ésser humà, la resurrecció dels morts també ha arribat a través d'un ésser humà; en Adam, de manera que tots es faran vius en Crist".
Un tercer tema de les concepcions de salvació de Pau i d'Ireneu és el sacrifici de Crist, necessari per a la nova vida donada a la humanitat en el triomf sobre el mal. És en aquest sacrifici obedient que Jesús és vencedor i reconciliador, esborrant així les marques que Adam va deixar a la naturalesa humana. Per argumentar contra els gnòstics sobre aquest punt, Ireneu utilitza Col 2:13–4 per demostrar que el deute que va arribar un arbre s'ha pagat per nosaltres en un altre arbre. A més, el primer capítol d'Efesis es recull en la discussió d'Ireneu sobre el tema quan afirma: "Amb la seva pròpia sang ens va redimir, tal com també declara el seu apòstol: "En qui tenim la redempció per la seva sang, fins i tot la remissió dels pecats.""
Les freqüències de cites i al·lusions a les epístoles paulines a Contra les heretgies són:
| Epístola         | freqüència |
| ---------------- | ---------- |
| Romans           | 84         |
| 1 Corintis       | 102        |
| 2 Corintis       | 18         |
| Gàlates          | 27         |
| Efesis           | 37         |
| Filipencs        | 13         |
| Colossencs       | 18         |
| 1 Tessalonicencs | 2          |
| 2 Tessalonicencs | 9          |
| 1 Timoteu        | 5          |
| 2 Timoteu        | 5          |
| Titus            | 4          |
| Filemó           | 0          |

#### Crist com el nou Adam
Per contrarestar els seus oponents gnòstics, Ireneu desenvolupa significativament la presentació de Crist de Pau com a Últim Adam.
La presentació de Crist per Ireneu com el Nou Adam es basa en el paral·lel Crist-Adam de Pau a Rm 5:12-21. Ireneu utilitza aquest paral·lel per demostrar que Crist realment va prendre carn humana. Ireneu va considerar important emfatitzar aquest punt perquè entén el fracàs en reconèixer la plena humanitat de Crist el vincle que uneix les diverses soques del gnosticisme, tal com es veu en la seva afirmació que "segons l'opinió de ningú dels heretges era la Paraula de Déu fet carn." Ireneu creu que, tret que la Paraula es fes carn, els humans no serien redimits del tot. Explica que en convertir-se en home, Crist va restaurar la humanitat a la imatge i semblança de Déu, que havien perdut en la caiguda de l'home. Així com Adam va ser el cap original de la humanitat a través del qual tots van pecar, Crist és el nou cap de la humanitat que compleix el paper d'Adam en l'economia de la salvació. Ireneu anomena aquest procés de restauració de la humanitat recapitulació.
Per a Ireneu, la presentació de Pau de la Llei Antiga (l'aliança mosaica) en aquest passatge indica que la Llei Antiga revelava la pecaminositat de la humanitat però no podia salvar-les. Explica que "ja que, com que la llei era espiritual, només feia que el pecat destaqués en alleujament, però no el destruïa. Perquè el pecat no tenia cap domini sobre l'esperit, sinó sobre l'home." Atès que els humans tenen una naturalesa física, no poden ser salvats per una llei espiritual. En canvi, necessiten un Salvador humà. Per això era necessari que Crist agafés carn humana. Ireneu resumeix com la presa de carn humana de Crist salva la humanitat amb una afirmació que s'assembla molt a Rm 5:19, "Perquè com per la desobediència de l'únic home que es va modelar originalment de terra verge, molts es van fer pecadors i van perdre la vida; també era necessari que, per l'obediència d'un home, que originalment va néixer d'una verge, molts haurien de ser justificats i rebre la salvació." Ireneu subratlla la creació física d'Adam i Crist per demostrar com l'Encarnació salva la naturalesa física de la humanitat.
Ireneu subratlla la importància de la inversió de Crist de l'acció d'Adam. Mitjançant la seva obediència, Crist desfà la desobediència d'Adam. Ireneu presenta la Passió com el colofó de l'obediència de Crist, emfatitzant com aquesta obediència a l'arbre de la Creu, 8&l=ca Fil 2: 8 desfà la desobediència que es va produir a través d'un arbre Gn 3:17 La interpretació d'Ireneu de la discussió de Crist sobre el Crist com a Nou Adam és significativa perquè va ajudar a desenvolupar la teoria de la recapitulació de l'expiació. Ireneu subratlla que és mitjançant la inversió de Crist de l'acció d'Adam que se salva la humanitat, en lloc de considerar que la Redempció es produeixi de manera culte o jurídica.
El passatge bíblic, "La mort ha estat engolida per la victòria", implicava per a Ireneu que el Senyor segurament ressuscitarà el primer humà, és a dir, Adam, com un dels salvats. Segons Ireneu, aquells que neguen la salvació d'Adam "s'estan apartant de la vida per sempre" i el primer que ho va fer va ser Tatià La idea que el segon Adam va salvar el primer Adam va ser defensada no només per Ireneu, sinó també per Gregori Taumaturg, que suggereix que era popular a l'Església primitiva.

### Gnosticisme valentinià
El gnosticisme valentinià va ser una de les principals formes de gnosticisme a les quals es va oposar Ireneu.
Segons la visió gnòstica de la salvació, la creació era perfecta per començar; no va necessitar temps per créixer i madurar. Per als valentinians, el món material és el resultat de la pèrdua de perfecció que va resultar del desig de Sofia d'entendre el Padrí. Per tant, es redimeix finalment, mitjançant coneixement secret, per entrar en el pleroma del qual va caure originalment l'Achamoth.
Segons els gnòstics valentinians, hi ha tres classes d'éssers humans. Són el material, que no pot aconseguir la salvació; els psíquics, que es veuen reforçats per les obres i la fe (formen part de l'església); i l'espiritual, que no pot decaure ni ser perjudicat per accions materials.
Essencialment, els éssers humans normals —els que tenen fe, però no posseeixen un coneixement especial— no assoliran la salvació. Els espirituals, en canvi, els que obtenen aquest gran do, són l'única classe que finalment aconseguirà la salvació.
En el seu article titulat "El demiürg", J.P. Arendzen resumeix la visió valentiniana de la salvació de l'home. Escriu: "Els primers homes carnals tornaran a la brutalitat de la matèria i, finalment, seran consumits pel foc; el segon, o els homes psíquics, juntament amb el demiürg com a amo, entraran en un estat mitjà, ni el cel (pleroma) ni l'infern (tot); els homes purament espirituals seran completament alliberats de la influència del demiürg i juntament amb el Salvador i Achamoth, el seu cònjuge, entraran al pleroma desposseït de cos (húle) i ànima (psuché)."
En aquesta comprensió de la salvació, el propòsit de l'Encarnació era redimir els espirituals dels seus cossos materials. Prenent un cos material, el Fill es converteix en el Salvador i facilita aquesta entrada al pleroma fent possible que els espirituals rebin el seu cos espiritual. No obstant això, en convertir-se en cos i ànima, el Fill mateix es converteix en un dels que necessiten redempció. Per tant, la Paraula descendeix al Salvador en el seu Baptisme al Jordà, que allibera el Fill del seu cos i ànima corruptibles. La seva redempció del cos i l'ànima s'aplica als espirituals. En resposta a aquesta visió gnòstica de Crist, Ireneu va subratllar que la Paraula es va fer carn i va desenvolupar una soteriologia que emfatitzava la importància del cos material de Crist per salvar la humanitat, tal com es va comentar a les seccions anteriors.
En les seves crítiques al gnosticisme, Ireneu va fer referència a un evangeli gnòstic que retratava Judes amb llum positiva, ja que havia actuat d'acord amb les instruccions de Jesús. El recentment descobert Evangeli de Judes data del període en què va viure Ireneu (finals del segle ii), i els estudiosos solen considerar aquesta obra com un dels molts textos gnòstics, que mostren una de les moltes varietats de creences gnòstiques del període.

## Exegesi profètica
Els primers quatre llibres de Contra les heretgies constitueixen una minuciosa anàlisi i refutació de les doctrines gnòstiques. La cinquena és una afirmació de creença positiva que contrasta les opinions gnòstiques constantment canviants i contradictòries amb la fe ferma de l'església. Fa una crida a les profecies bíbliques per demostrar la veracitat del cristianisme.

### Roma i les deu banyes
Ireneu va mostrar una estreta relació entre els esdeveniments previstos de Dn 2 i Dn 7. Roma, el quart regne profètic, acabaria en una desdoblada partició. Les deu divisions de l'imperi són les "deu banyes" de Daniel 7 i les "deu banyes" a Ap 17 Un "petit corn", que havia de suplantar tres de les deu divisions de Roma, era també el futur "vuitè" de Revelació. Ireneu va concloure amb la destrucció de tots els regnes en el Segon Advent, quan Crist, la "pedra" profetitzada, tallada de la muntanya sense mans, va colpejar la imatge després de la divisió de Roma.

### L'Anticrist
Ireneu va identificar l'Anticrist, un altre nom de l'home apostat del pecat, amb la Petita Banya de Daniel i la Bèstia de l'Apocalipsi 13 de Joan. Va intentar aplicar altres expressions a l'Anticrist, com ara "l'abominació de la desolació", esmentada per Crist (Mt 24:15) i el "rei del rostre més ferotge", en l'explicació de Gabriel de la Banya Petita de Dn 8. Però no té molt clar com "s'eliminaran el sacrifici i la libació" durant la "mitja setmana" o tres anys i mig del regnat de l'Anticrist.
Sota la noció que l'Anticrist, com a individu individual, podria ser d'origen jueu, creu que la menció de "Dan" a Je 8:16 i l'omissió d'aquest nom de les tribus llistades a Apocalipsi 7 podrien indicar la tribu de l'Anticrist. Aquesta suposició es va convertir en el fonament d'una sèrie d'interpretacions posteriors d'altres estudiants de la profecia bíblica.

### "Temps, temps i mitja hora"
Igual que els altres primers pares de l'església, Ireneu va interpretar els tres temps i mig de la petita banya de Daniel 7 com tres anys i mig literals. Els tres anys i mig d'anticrist assegut al temple es col·loquen immediatament abans de la segona vinguda de Crist. S'identifiquen com la segona meitat de la "setmana" de Dn 9. Ireneu no diu res de les setanta setmanes; no sabem si va col·locar la "una setmana" a finals dels setanta o si tenia un buit.

### 666
Ireneu és el primer dels pares de l'església a considerar el número místic 666. Tot i que Ireneu va proposar algunes solucions d'aquest enigma numèric, la seva interpretació va ser força reservada. Per tant, afirma amb cautela:
| « | Però sabent el nombre segur declarat per les Escriptures, és a dir, sis-cents seixanta-sis, esperen, en primer lloc, la divisió del regne en deu; després, en el següent lloc, quan aquests reis regeixen i comencen per ordenar els seus assumptes i avançar en el seu regne, [aprenguin] a reconèixer que qui vindrà reclamant el regne per ell mateix i aterrirà aquells homes dels quals hem estat parlant, té un nom que conté el número esmentat, és realment l'abominació de la desolació. | » |

Tot i que Ireneu va especular amb tres noms per simbolitzar aquest nombre místic, concretament Euanthas, Teitan i Lateinos, no obstant això, es conformava amb creure que l'Anticrist sorgiria algun temps després de la caiguda de Roma i que el significat del número seria ser revelat.

### Mil·lenni
Ireneu declara que el futur regnat de l'Anticrist de tres anys i mig, quan s'asseu al temple de Jerusalem, finalitzarà el segon adveniment, amb la resurrecció dels justos, la destrucció dels malvats i el mil·lenari regnat dels justos. La resurrecció general i el judici segueixen el descens de la Nova Jerusalem al final del regne mil·lenari.
Ireneu anomena aquells "hereus" que afirmen que els salvats són immediatament glorificats al regne per venir després de la mort, abans de la seva resurrecció. Afirma que el regne mil·lenari i la resurrecció són actualitats, no al·legories, la primera resurrecció que introdueix aquest regne promès en què els sants ressuscitats es descriuen com a governants de la terra renovada durant el mil·lenni, entre les dues resurreccions.
Ireneu va sostenir l'antiga tradició jueva que els primers sis dies de la setmana de la creació eren típics dels primers sis mil anys de la història de la humanitat, i l'Anticrist es manifestava al sisè període. I esperava que el regne mil·lenari comencés amb la segona vinguda de Crist per destruir els malvats i inaugurar, per als justos, el regnat del regne de Déu durant els setè mil anys, el dissabte mil·lenari, tal com significava el dissabte de la setmana de la creació.
Igual que molts dels pares, Ireneu no va distingir entre la nova terra recreada en el seu estat etern —els mil anys de Ap 20—, quan els sants estan amb Crist després del seu segon adveniment i les tradicions jueves del regne messiànic. Per tant, aplica idees bíbliques i tradicionals a les seves descripcions d'aquesta terra durant el mil·lenni, al llarg dels capítols finals del llibre 5. Aquesta concepció del regnat dels sants ressuscitats i traduïts amb Crist en aquesta terra durant el mil·lenni —conegut popularment com chiliasme— era la creença cada vegada més imperant d'aquesta època. Les incipients distorsions a causa de la barreja de tradicions actuals, que figuren en les formes extremes del chiliasme, van provocar una reacció contra les interpretacions anteriors de les profecies bíbliques.
Ireneu no buscava un regne jueu. Va interpretar Israel com l'església cristiana, la llavor espiritual d'Abraham.
De vegades, les seves expressions són molt fantasioses. Parla, per exemple, d'una fertilitat prodigiosa d'aquesta terra durant el mil·lenni, després de la resurrecció dels justos, “quan també la creació, després d'haver estat renovada i alliberada, fructifiqui amb abundància de tota mena d'aliments”. En aquest sentit, atribueix a Crist la dita sobre la vinya amb deu mil branques, i l'espiga de blat amb deu mil grans, etc., que cita de Papias d'Hierapolis.

### Rapte
Sovint, Ireneu s'agrupa amb altres pares de l'església primitiva com a ensenyants del premil·lenarisme històric que mantenen una creença en el regnat terrenal de Crist, però difereixen del premil·lenari dispensacional en la seva visió del rapte quant a quan es produeix la traducció dels sants. A Contra les heretgies (V.XXIX.1) diu "I, per tant, quan al final l'Església quedarà sobtadament atrapada d'això, es diu:" Hi haurà tribulació com no ha estat des del principi, ni tampoc ser.""

### Exegesi
L'exegesi d'Ireneu no dona cobertura completa. Sobre les foques, per exemple, només fa al·lusió a Crist com el genet del cavall blanc. Destaca cinc factors amb més claredat i èmfasi que Justí :
1. la resurrecció literal dels justos en el segon advent
2. el mil·lenni limitat per les dues resurreccions
3. l'Anticrist arribarà als trencaments de la ruptura de Roma
4. les profecies simbòliques de Daniel i l'Apocalipsi en la seva relació amb els darrers temps
5. el regne de Déu que s'establirà amb el segon adveniment.[121]

## Creences
Va explicar que no existeix un Pleroma sobre el Déu Creador. La Regla de la Veritat, es resumeix en el següent: hi ha un sol Déu Sobirà Universal que va crear totes les coses per mitjà del seu Verb, que ha organitzat i fetes del no res totes les coses perquè existeixin. El Déu de l'Antic Testament és el mateix únic Déu del Nou Testament, al contrari del que va afirmar Marció.
Ireneu va confrontar les concepcions segons les quals hi hauria ànimes dolentes destinades a condemnar-se o tres classes d'humans: materials que no poden salvar-se, psíquics que poden salvar-se i espirituals que se salven. Déu ha tancat a tots en la incredulitat, per tenir compassió de tots (Romans 11,32). Especialment va rebutjar la versió gnòstica de Crist, que en feia un ésser espiritual a qui li va ser administrat un cos format amb substància psíquica, però disposat amb un art inefable perquè pogués ser vist, palpat i sofrir i del que es va deslliurar en morir, i que en canvi mai no va prendre res de l'home material, perquè aquest res té que pugui salvar-se. Va mostrar com, segons els arguments que ells proposen, el Verb no s'hauria fet carn. El llibre V exposa la seva escatologia mil·lenarista, heretada dels apòstols: l'Anticrist, la Resurrecció dels justos i el Mil·lenni.

## Galeria

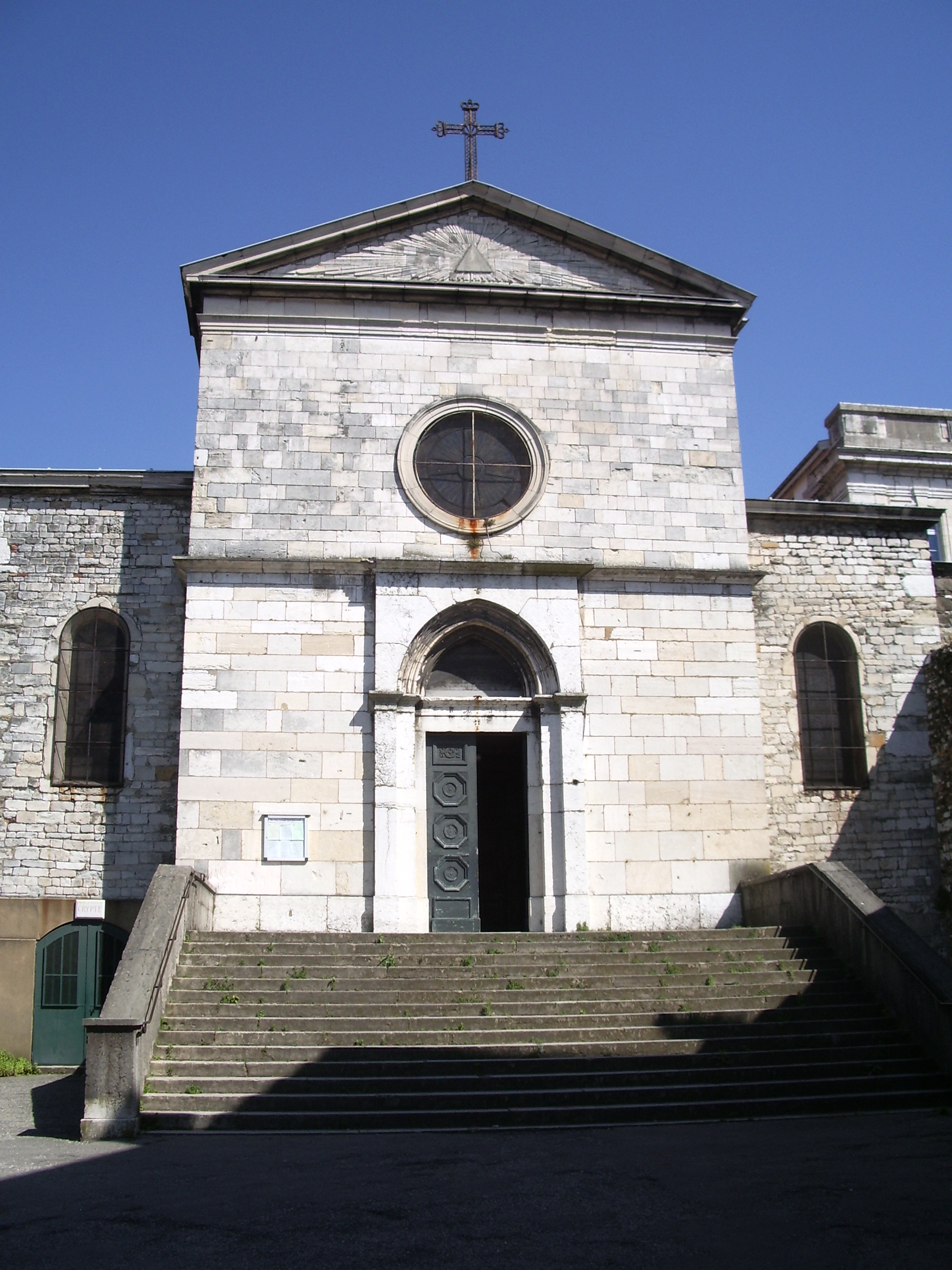
Església de Saint-Irénée de Lió, on va ser enterrat
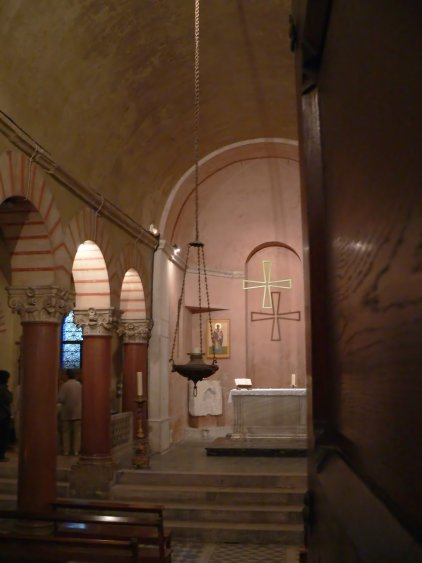
Cripta de Sant Ireneu
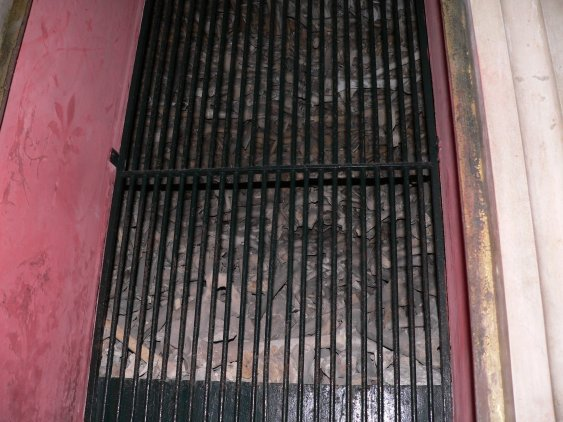
Ossari de Sant Ireneu, on van recollir-se les restes salvades dels diferents sepulcres de l'església després de la destrucció de 1562